# DMA
DMA je skraćenica engleske složenice Direct Memory Access i u računarstvu DMA označava vrstu upravljačke komponente koja omogućava vanjskim jedinicama kao: tvrdi disk, zvučne kartice, grafičkim karticama izravan pristup glavnoj memoriji računala za čitanje i pisanje podataka i to bez izravnog posredovanja procesora.

## Način rada
DMA tehnologija rasterećuje centralnu jedinicu računala od:
- izravnog upravljanja interrupta vanjskih jedinica
- prijenosa podataka s vanjske jedinice u glavnu memoriju
- prijenosa podataka iz glavne memorije prema vanjskoj jedinici
- prijenos podataka iz jednog dijela memorije u drugi

S DMA tehnologijom arhitekt računala ne mora odvajati cikluse od centralne jedinice za obavljanje rada s uglavnom mnogo sporijim vanjskim jedinicama. DMA je obično izvedena s posebnim integriranim krugovima koji su napravljeni za tu funkciju. Kod računala zasnovanih na Intel integriranim krugovima DMA funkciju obavljaju posebna kola kao Intel 8237A-5 ili slični. 

### Dijelovi DMA
Svaki DMA integrirano kolo sastoji se od sljedećih dijelova
- Brojilo:

Označava koliko bitova podataka se može prenijeti u jednom ciklusu. Svaki kanal ima svoje interno brojilo.
- - 8 bitni
  - 16 bitni
  - 32 bitni
  - 64 bitni
  - 128 bitni

- Broj kanala:

Označava koliko uređaja mogu koristiti funkcije DMA u isto vrijeme
- - 8
  - 16
  - 32

Prvi kanal počinje od 0 dok je zadnji kanal (maksimalni broj kanala - 1)
- Osnovni signali:

Osnovni signali u DMA protokolu su
- - DRQ  - DMA zahtjev
  - DACK - DMA zahtjev primljen
  - TC   - DMA zahtjev izvršen